# Grace Murray Hopper Award

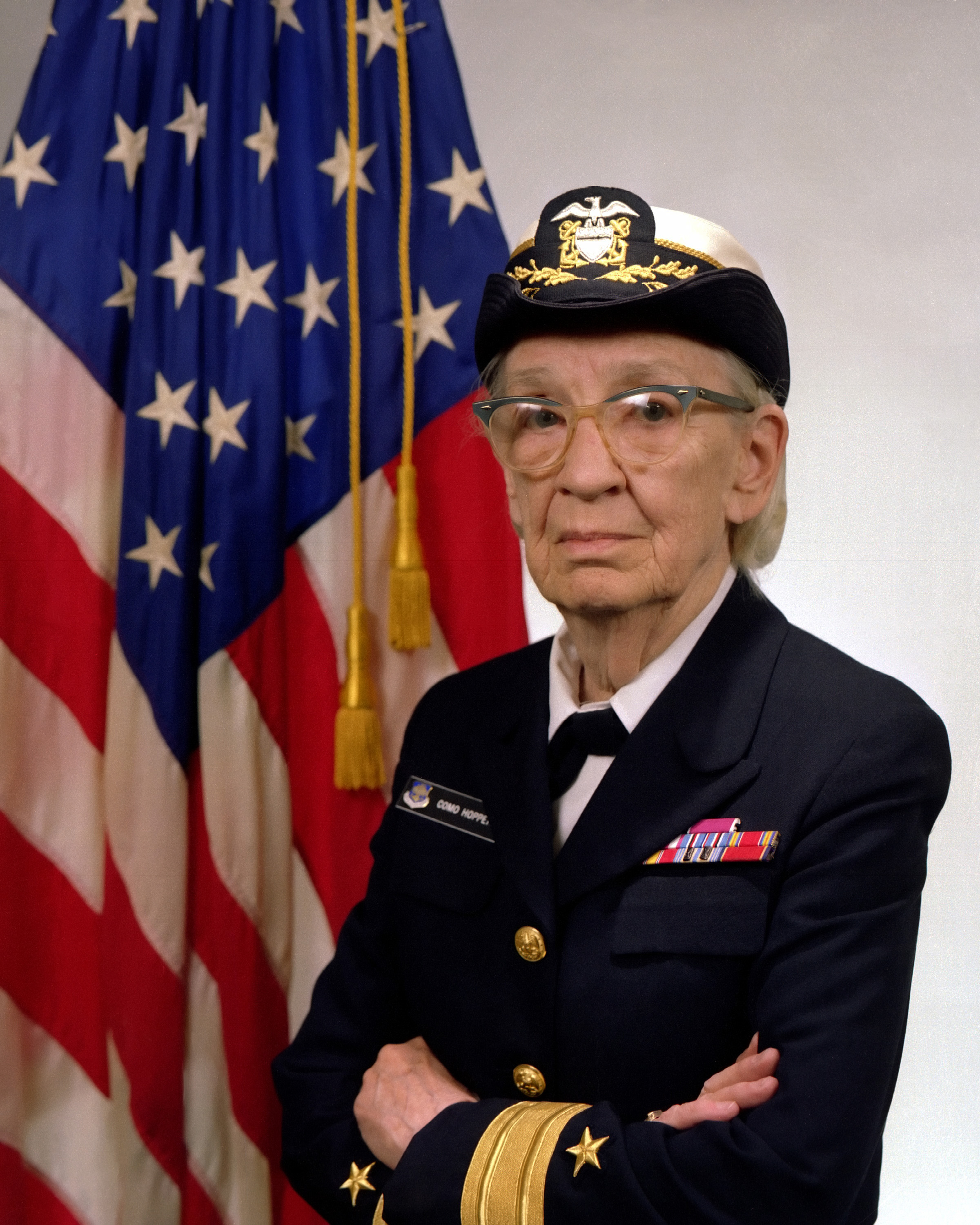
Grace Murray Hopper, som utmärkelsen är uppkallad efter, bild från 1984.

Grace Murray Hopper Award (uppkallad efter datorpionjären Grace Hopper) är en utmärkelse som tilldelas av Association for Computing Machinery (ACM) sedan 1971. Priset går till en datorexpert som har främjat teknikutvecklingen vid eller före 35 års ålder.

## Mottagare
- 1971 Donald Knuth
- 1972 Paul H. Dirksen
- 1972 Paul H. Cress
- 1973 Lawrence M. Breed
- 1973 Richard H. Lathwell
- 1973 Roger Moore
- 1974 George N. Baird
- 1975 Allan L. Scherr
- 1976 Edward H. Shortliffe
- 1977 Inget pris delades ut
- 1978 Ray Kurzweil
- 1979 Steve Wozniak
- 1980 Robert M. Metcalfe
- 1981 Daniel S. Bricklin
- 1982 Brian K. Reid
- 1983 Inget pris delades ut
- 1984 Daniel Henry Holmes Ingalls, Jr.
- 1985 Cordell Green
- 1986 William Nelson "Bill" Joy
- 1987 John Ousterhout
- 1988 Guy L. Steele Jr.
- 1989 W. Daniel Hillis
- 1990 Richard Stallman[1]
- 1991 Feng-hsiung Hsu
- 1992 Inget pris delades ut
- 1993 Bjarne Stroustrup
- 1994–1995 Inget pris delades ut
- 1996 Shafrira Goldwasser
- 1997–1998 Inget pris delades ut
- 1999 Wen-mei Hwu
- 2000 Lydia Kavraki
- 2001 George Necula
- 2002 Ramakrishnan Srikant
- 2003 Stephen W. Keckler
- 2004 Jennifer Rexford[2]
- 2005 Omer Reingold[3]
- 2006 Dan Klein
- 2007 Vern Paxson[4]
- 2008 Dawson Engler
- 2009 Tim Roughgarden
- 2010 Craig Gentry
- 2011 Luis von Ahn[5]
- 2012 Martin Casado[6] och Dina Katabi[7]
- 2013 Pedro Felipe Felzenszwalb[8]
- 2014 Sylvia Ratnasamy
- 2015 Brent Waters[9]
- 2016 Jeffrey Heer[10]
- 2017 Amanda Randles[11]
- 2018 Constantinos Daskalakis[12] och Michael J. Freedman[13]
- 2019 Maria-Florina Balcan[14]
- 2020 Shyam Gollakota[15]
- 2021 Raluca Ada Popa[16]
- 2022 Mohammad Alizadeh[17]